# والتر کوئینتین گرشام
والتر کوئینتین گرشام (انگلیسی: Walter Q. Gresham; ۱۷ مارس ۱۸۳۲ – ۲۸ مهٔ ۱۸۹۵) سیاست‌مدار اهل ایالات متحده آمریکا بود.